# Přerov nad Labem
Přerov nad Labem  (ˈpr̝̊ɛrof ˈnadlabɛm, in tedesco Prerow an der Elbe) è un comune della Repubblica Ceca che ha lo status di comune mercato, fa parte del distretto di Nymburk, in Boemia Centrale. Importante centro turistico, dista dalla capitale Praga 35 km.

## Galleria d'immagini

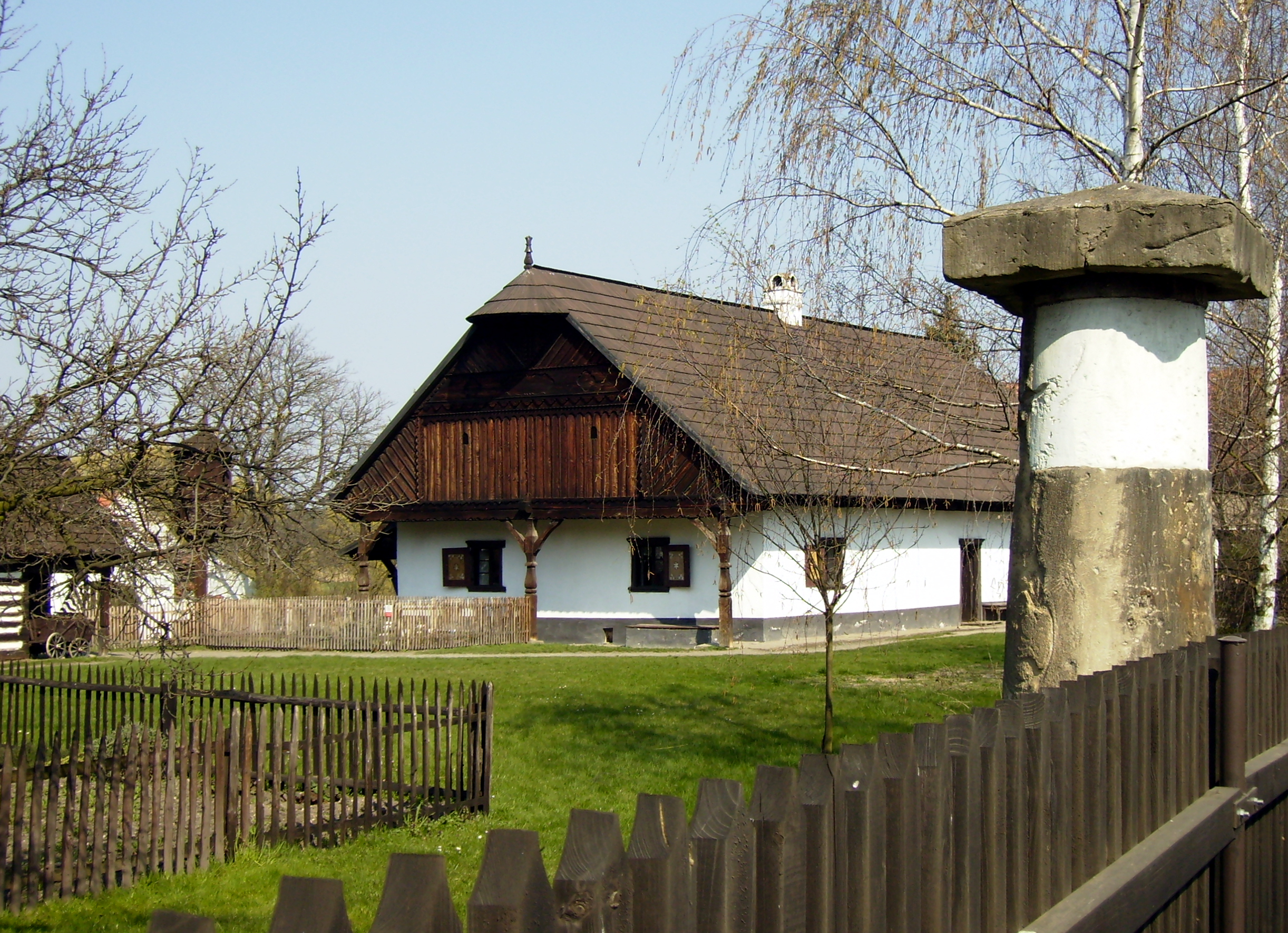
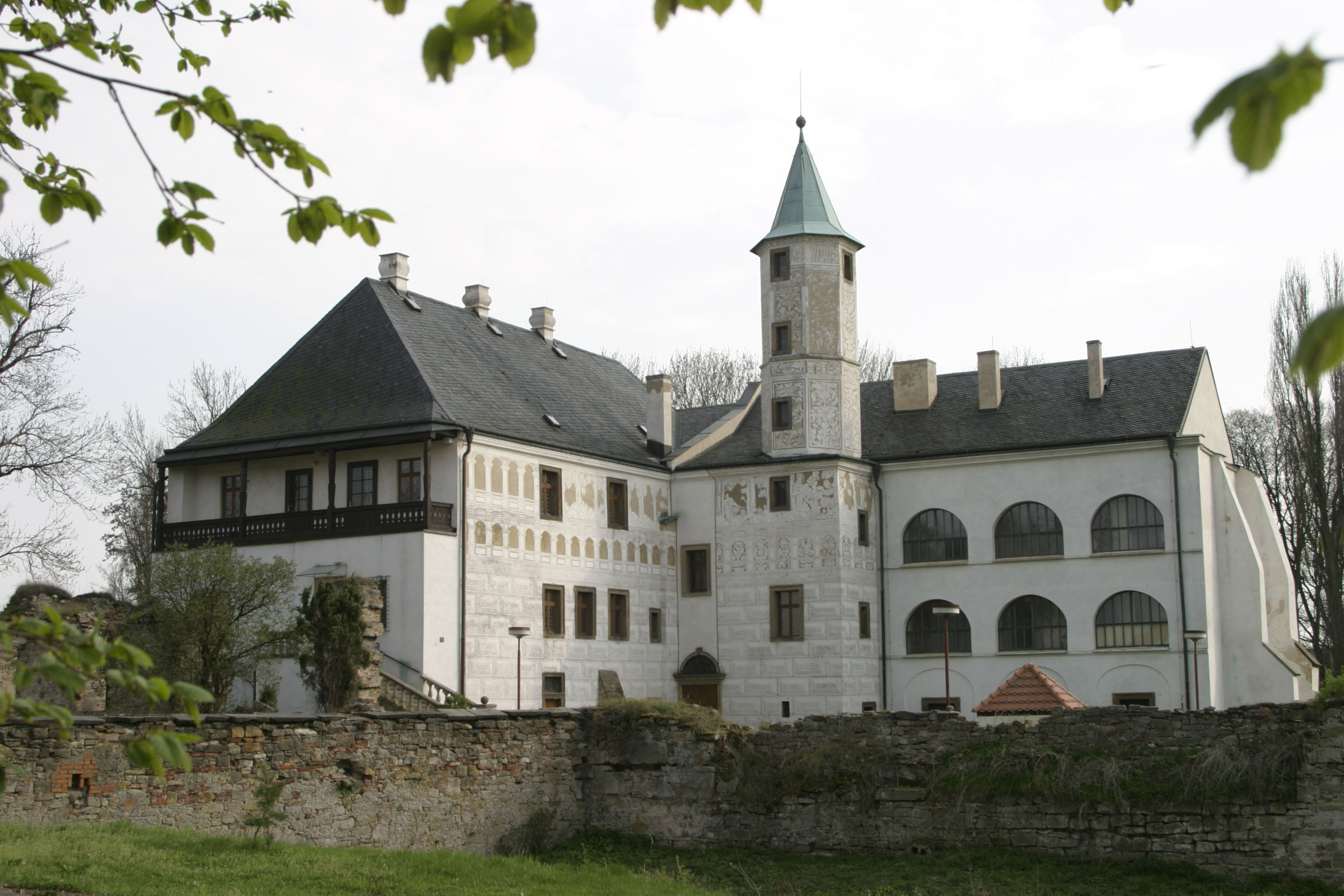
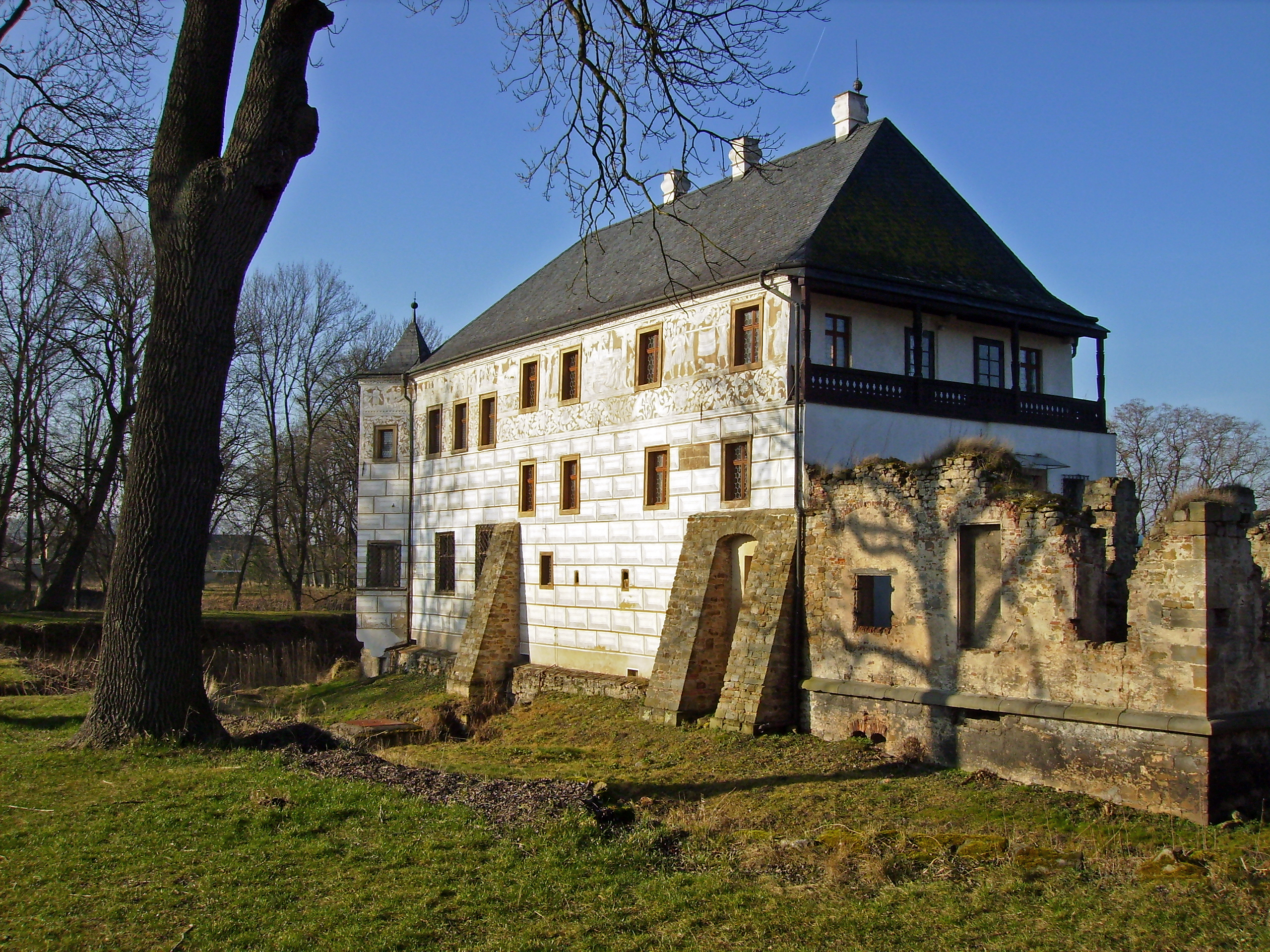
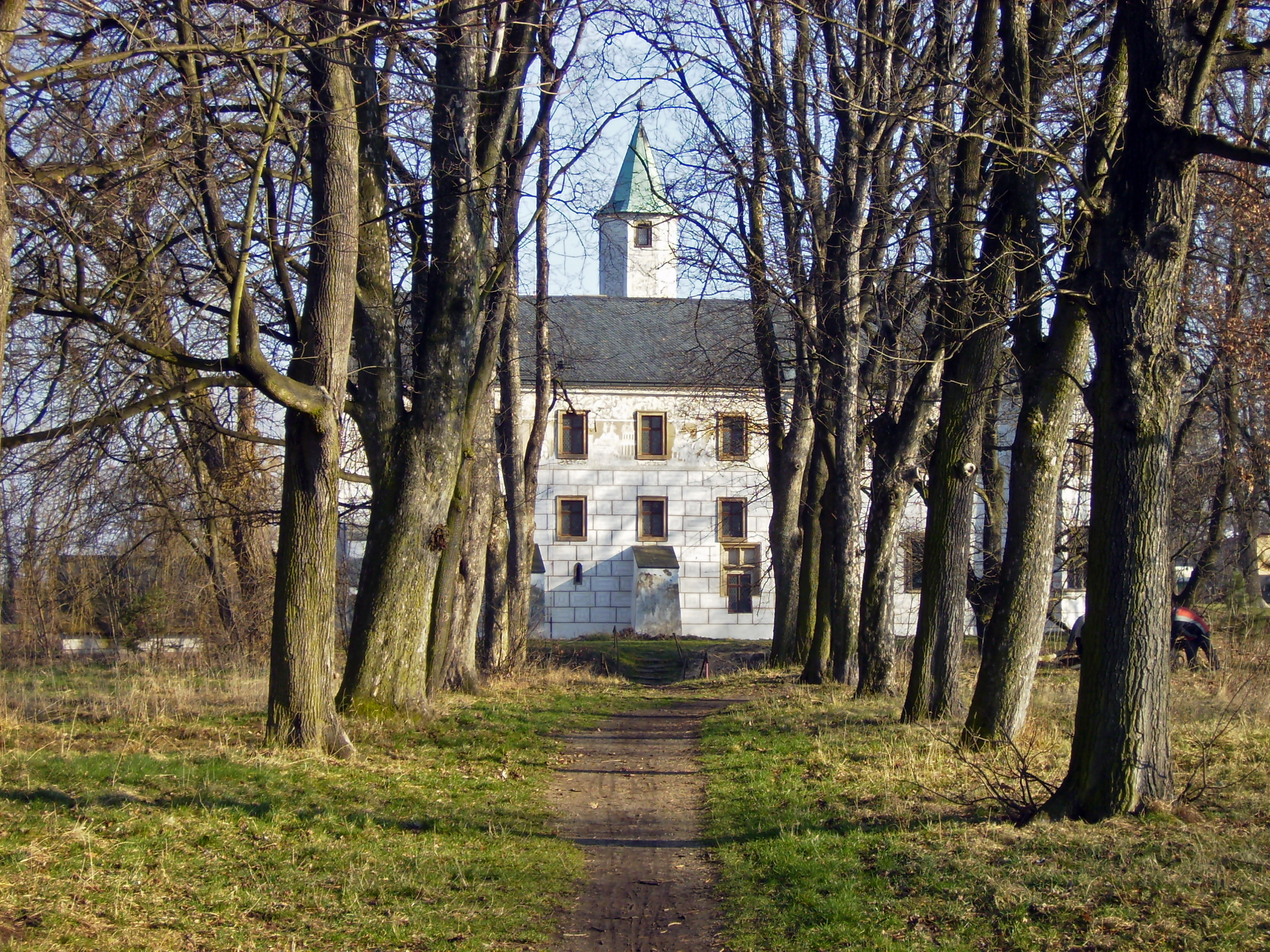
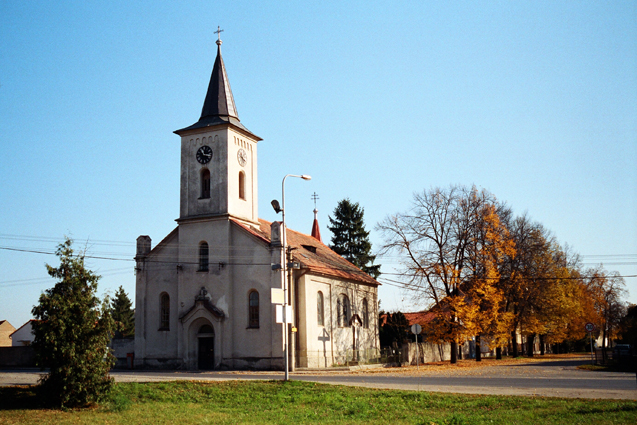
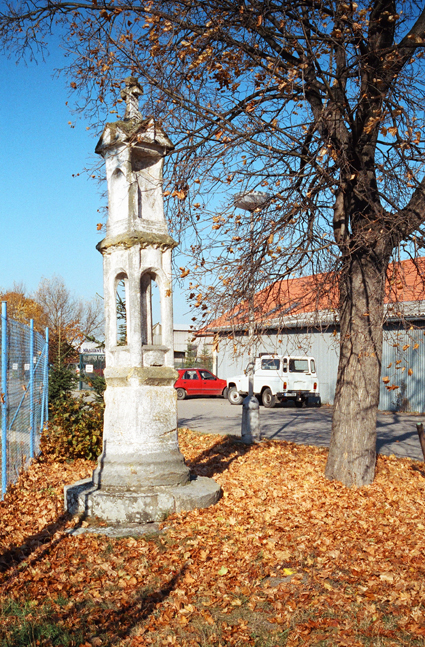
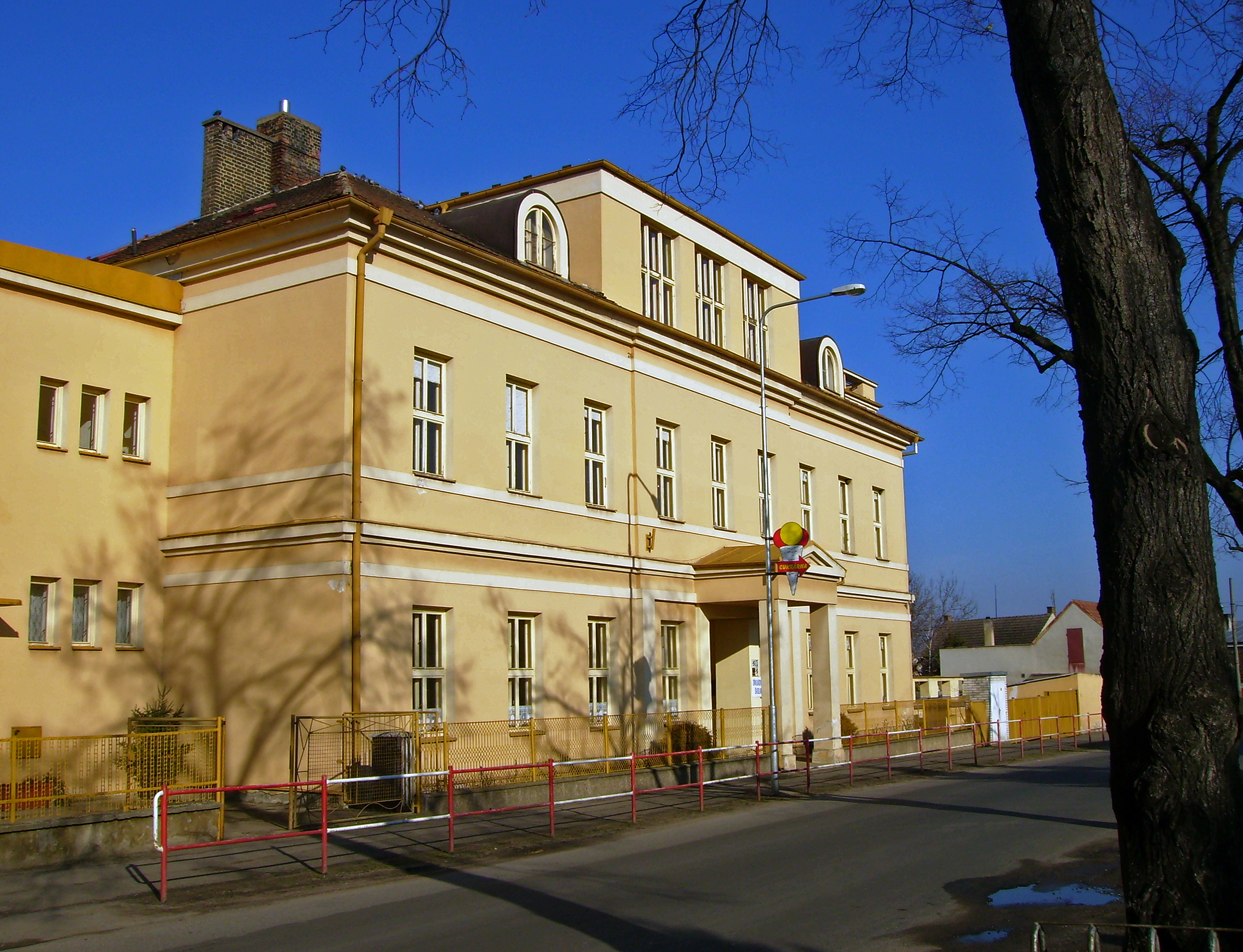